# Cosmo & Wanda – Wenn Elfen helfen
Cosmo & Wanda – Wenn Elfen helfen (englischer Originaltitel The Fairly OddParents) ist eine Cartoonserie, die vom US-amerikanischen, auf Zeichentrickserien spezialisierten Sender Nickelodeon und Viacom unter Leitung von Butch Hartman produziert wurde. Wie Charles Perraults Cinderella handelt sie von guten Feen, die Kindern in bedrängten Verhältnissen zur Seite stehen.

## Handlung
Der 10-jährige Timmy Turner lebt mit seinen Eltern in dem fiktiven, nordkalifornischen Städtchen Dimmsdale. Seine Eltern nehmen ihre Erziehungsaufgaben nur sehr nachlässig wahr und schieben Timmy oft an die sadistisch veranlagte Babysitterin Vicky ab. Auch in der Schule wird Timmy fast ununterbrochen gemobbt. Darum wurden ihm die Elfen Cosmo und Wanda als Zauberpaten zur Seite gestellt, denn jedes Kind, das es besonders schwer hat, bekommt solche helfenden Elfen, von denen es sich jederzeit etwas wünschen kann. Timmy nutzt seine Wünsche in der Regel, um Alltagsprobleme zu lösen, oder einfach, um fixe Ideen wahr werden zu lassen. Der dadurch verursachte Schaden ist jedoch oft größer als der erhoffte Nutzen. Oder es ergeben sich Komplikationen, die Timmy vorher nicht bedacht hatte. Daher wünscht er sich am Ende vieler Geschichten, dass alles wieder wie vorher wird. Das wird manchmal durch bestimmte Wunschregeln erschwert oder gar verhindert, weshalb sich Timmy neue Wege ausdenken muss.
Jedes Kind bekommt mit den Elfen ein Regelbuch Da Rules (Verballhornung von engl. the rules, dt. „Die Regeln“), worin steht, was man sich wünschen darf und was nicht. Die Regeln verbieten beispielsweise, Wünsche zu erfüllen, die aufrichtige Liebe und daraus resultierende Beziehungen zerstören würden. Die Regeln schreiben außerdem vor, dass ein Patenkind niemandem von der Existenz seiner helfenden Elfen erzählen darf – bei Verstoß werden dem Kind die Elfen sofort weggenommen und die Erinnerungen an die Zauberpaten gelöscht. Elfen können aber auch dann abgezogen werden, wenn ein Kind deutlich zu verstehen gibt, dass es nun ein glückliches Leben führt und/oder seine Elfen nicht mehr braucht. Da Timmy dazu neigt, gehäuft übertriebene Wünsche zu äußern, kommt es in einigen Episoden vor, dass Cosmo und Wanda beinahe auffliegen.
Auch die Zauberpaten müssen sich an strenge Regeln halten. Cosmo und Wanda sind beispielsweise dazu verpflichtet, sich in der Menschenwelt bestmöglich in jeder Situation zu tarnen. Zu diesem Zweck leben sie in Gestalt von zwei Goldfischen in Timmys Kinderzimmer. Sie können aber zu jeder Zeit ihre Gestalt ändern, wobei sie sich jeweils grün (Cosmo) und pink (Wanda) färben, damit sie für den Zuschauer stets unterscheidbar bleiben. Den Mitmenschen in Timmys Welt scheint der Farbcode zu entgehen und die Tarnung funktioniert meist tadellos. Zudem dürfen die Elfen ihrem Schützling nicht verraten, welches Kind Zauberpaten besitzt. Dies gilt auch für ehemalige Patenkinder. Sie dürfen auch keinem anderen Kind außer ihrem eigenen Wünsche erfüllen. Zu guter Letzt sei die Regel erwähnt, dass helfende Elfen ihre Kräfte nicht dazu nutzen dürfen, bei Wettbewerben zu mogeln und/oder Glücksspiele (z. B. die Lotterie) zu manipulieren.

## Protagonisten

### Menschen
Timothy „Timmy“ Tiberius Turner: Er ist der 10-jährige Protagonist der Serie. Er hat braunes Haar, blaue Augen und extrem übergroße Schneidezähne („Hasengebiss“). Er trägt eine anthrazitfarbene Hose, ein pinkes T-shirt und eine pinke Kappe. Timmy ist sehr wissbegierig, abenteuerlustig und etwas naiv. In frühen Episoden (besonders in den Pilotfolgen) wird mehrfach angedeutet, dass er an ADHS leidet und regelmäßig zu einem Therapeuten geht. Timmy besucht die 5. Klasse und schneidet dort notenmäßig sehr schlecht ab. Zum einen liegt das an seiner eigenen Faulheit und Aufmerksamkeitsschwäche, zum anderen an seinem rachsüchtigen und cholerischen Klassenlehrer, Denzel Crocker. Daneben muss er sich vor seinem Mitschüler Francis hüten, einem gewalttätigen Schläger. Zu seinen wenigen Freunden zählen der überdurchschnittlich intelligente A.J. und der mittellose Chester. Timmy ist in die reiche und verwöhnte Trixie Tang verknallt, aber sie weist ihn immer wieder gnadenlos ab. Hingegen wird Timmy von Trudy, Vickys kleiner Schwester, verfolgt, die ihn anhimmelt. Zu Timmys Hobbys zählen Comics lesen, Videospiele, Baseball und Fernsehen. Ab der 10. Staffel muss Timmy seine Zauberpaten mit Chloe Carmichael, einem aufdringlichen und überdrehten Nachbarskind, teilen.
Timmys Eltern: Werden stets nur Mom und Dad genannt, ihre wahren Vornamen werden über die gesamte Serie hinweg verschwiegen. In älteren Pilotfolgen waren nicht einmal ihre Gesichter zu sehen. Während Mom in den ersten drei Staffeln Maklerin ist (später sieht man sie nur noch als Hausfrau), geht Dad in einer Bleistiftfabrik arbeiten. Beide vernachlässigen ihre Aufsichtspflichten gegenüber Timmy und schwindeln den Jungen immer wieder an, obgleich sie ihn zu lieben scheinen. Sie haben offenkundig auch keine richtigen Freunde. Ihr einziger regelmäßiger Kontakt zu ihren Nachbarn, den Dinkelbergs, ist durch Konkurrenzdenken und Anfeindungen geprägt, die jedoch einzig und allein von Dad ausgehen. Ansonsten wirken Mom und Dad recht tollpatschig und geradezu unterbelichtet: Sie bemerken zum Beispiel Vickys Boshaftigkeit nicht (wobei schon geargwöhnt wurde, dass sie diese absichtlich ignorieren), genauso wenig merken sie, wenn sie Umstehenden zur Last fallen. Auch auf die magischen Aktivitäten in ihrem eigenen Haus reagieren sie überraschend unbekümmert bis gleichgültig: So lassen sie sich beispielsweise von Timmy mit der Standardausrede „Internet!“ abspeisen, wenn die Eltern den Jungen fragen, wo er seine neuen, tollen Spielsachen herhabe. Mrs. Turner datete zu Jugendzeiten Nachbar Sheldon Dinkleberg, welcher aber, aufgrund der Finanzierung seiner Ballon-Seidenhose, die Beziehung beendete.
Chester McBadbat: Er geht mit Timmy in dieselbe Klasse. Chester hat blonde Haare, grüne Augen, Sommersprossen und er trägt eine Zahnspange. Er lebt allein mit seinem Vater in einer heruntergekommenen Wohnwagensiedlung. Die McBadbats sind bettelarm, weshalb der Junge in schäbigen Klamotten umherlaufen muss. Sein Vater zieht sich stets eine Papiertüte mit Gucklöchern über sein Gesicht: er schämt sich dafür, der schlechteste Baseballspieler aller Zeiten zu sein. Chester soll in der Serie die Unterschicht repräsentieren. Allerdings ist er sehr selbstlos und hilfsbereit. Er hält sich ein Opossum als Haustier. Bei Mädchen weist er eine allergische Reaktion auf.
A.J.: Sein voller Name, Anthony James Jr., wird erst in einem Spin-Off der Serie verraten. A.J. geht in dieselbe Klasse wie Timmy. Er ist afroamerikanischer Abstammung und daher dunkelhäutig. Er ist kahlköpfig und trägt einen vergissmeinnichtblauen, ärmellosen Pullunder über einem weißen Hemd. A.J. stammt aus einer Millionärsfamilie und ist überdurchschnittlich intelligent. In seiner Klasse ist er der Einzige, der vom Klassenlehrer mit Einsern überhäuft wird. Trotzdem spielt er liebend gerne mit Timmy und Chester, liest Comics und zockt Konsolenspiele.
Trixie Tang: Geht in dieselbe Klasse wie Timmy. Trixie hat hüftlanges, pechschwarzes Haar, mit Eyeliner und lavendelfarbenem Lidschatten geschminkte Augen, weiße Stiefel und trägt stets nur die feinsten Kleider. Auch sie entstammt einer Millionärsfamilie und gilt an ihrer Schule als It-Girl. Trixie wirkt auf den ersten Blick hochnäsig und zickig, im Verlauf der Serie stellt sich jedoch heraus, dass dies in weiten Teilen nur Fassade ist. Da ihre Familie sehr reich und einflussreich ist, scheut sie sich etwas davor, sich mit „gewöhnlichen“ Kindern abzugeben. Deshalb weist sie Timmy immer wieder ab. In Wahrheit aber mag sie Timmy sehr.
Chloe Carmichael: Sie ist in der 10. Staffel ein neuer Protagonist und unter Zuschauern und Fans der Serie mit Abstand der unbeliebteste Charakter. Sie ist 10 Jahre alt, hat hüftlanges, hellblondes Haar und Sommersprossen. Sie trägt mit Vorliebe ein magentafarbenes Haartuch, einen magentafarbenen, glatten Rock und magentafarbene Sandaletten. Ihr ärmelloses Hemd ist gelb mit einer weißen Querbinde und einem weißen, wellenförmigen Randmuster. Chloe ist aufgedreht und naiv und erdrückt Umstehende manchmal mit ihrer Hilfsbereitschaft, außerdem neigt sie zu Hysterie. Ihr Charakter erinnert sehr an die bekannte Trickfilmfigur SpongeBob Schwammkopf, was ebenfalls von vielen Serienfans als störend empfunden und entsprechend kritisiert wird. Dabei war Chloe lediglich als eine Art charakterliches Gegenstück zu Timmy gedacht. Chloe ist eine neue Klassenkameradin von Timmy und ein Nachbarskind, mit dem sich der Junge seine Elfen teilen muss, weil es laut Jean-Claude van Ramme nicht mehr genug vermittlungsfähige Elfen gibt. Timmy ist maßlos entsetzt darüber, reagiert eifersüchtig und hat über einige Episoden hinweg Schwierigkeiten, sich an die neuen Umstände zu gewöhnen.

### Magische Wesen
Elfen: Die Elfen sind magische, anthropomorphe Wesen, deren Markenzeichen zwei elliptische Flügel, ein kleines, schwebendes Krönchen und ein Zauberstab mit sternförmiger Spitze sind. Sie schweben unablässig auf und ab. Die Elfen leben in ihrem eigenen magischen, vor Menschenaugen verborgenen Reich, der Elfenwelt. Dort leben und wohnen sie, solange sie kein Patenkind betreuen. Einige Elfen arbeiten dort auch und üben die unterschiedlichsten Berufe aus. Das einzige Menschenkind, das regelmäßig die Elfenwelt aufsucht, ist Timmy.
Cosmo Julius Cosma: Er ist der Ehemann von Wanda, der Vater von Baby Poof und der magische Patenonkel von Timmy. Cosmo hat grüne Haare und grüne Augen. Er trägt stets eine schwarze Hose, ein weißes Hemd und eine schwarze Krawatte. Cosmo ist geistig schwerfällig und ungeschickt, und seine Zauber richten mehr Schaden an, als dass sie irgendjemandem nutzen würden. Nicht selten ist es Cosmos Schuld, dass Timmys Wünsche nach hinten losgehen, schon allein deshalb, weil Cosmo selten richtig zuhört und er daher die Wünsche missversteht. Dennoch muss man Cosmo Gutherzigkeit zugestehen: Wenn Timmy, Wanda oder Poof in Gefahr geraten, ist er selbstlos zur Stelle und steckt nicht selten freiwillig die Prügel weg. Im Bezug auf seine Beziehung zu seiner Frau Wanda kann er ausgesprochen eifersüchtig werden, wenn sie von anderen Männern (vor allem ihrem Ex-Freund Juandissimo) angeflirtet wird.
Wanda Venus Cosma (geb. Farywinkle): Sie ist Cosmos Ehefrau, die Mutter von Baby Poof und die Patentante von Timmy. Wanda hat pinkes Haar, das ihr in Form einer Elvistolle über die Stirn ragt. Auch ihre Augen sind pink. Sie trägt eine gelbe Bluse und eine schwarze Hose. Wanda ist das absolute Gegenteil von Cosmo: Sie ist streng, regelbewusst, diszipliniert und gewissenhaft. Allerdings neigt sie manchmal zur Nörgelei. Wanda liebt ihren Cosmo abgöttisch und ist stets sehr besorgt um Timmy, besonders wenn der Junge sich von Cosmo etwas wünscht. Nicht selten ist es Wanda, die hinterher Timmys oder Cosmos Fehltritte ausbügelt. Wanda hat eine gleichaltrige Schwester namens Blonda. Zu Schulzeiten galt sie als ausgesprochen beliebt. Auch wenn sie von ihrem Ex-Freund Juandissimo, welcher immer noch in sie verliebt ist, bei jeder Gelegenheit angeflirtet wird, so steht sie dennoch treu zu ihrer Ehe.
Baby Poof: Baby Poof ist das gemeinsame Kind von Cosmo und Wanda und wird in der Serie als Timmys Stiefbruder vorgestellt (obwohl dies genealogisch eigentlich unmöglich ist). Poof ist das erste Elfenbaby seit 10.000 Jahren. Da er allerdings noch ein Säugling ist, hat er Schwierigkeiten, mit seinen magischen Kräften hauszuhalten. Seine Äußerungen beschränken sich auf „Poof!“ und „Timmy!“. Auch sind seine magischen Kräfte in der Anfangszeit stark emotionsabhängig: Hat Poof gute Laune, ereignen sich wahre Wunder; hat er dagegen schlechte Laune, ereignen sich Katastrophen. Wenn Baby Poof rülpst, verteilt er Gewitterblitze.
Sparky: Sparky ist ein magischer Hund, der zu Beginn von Staffel 9 eingeführt wurde. Sein Markenzeichen sind seine blaue Nase, seine orange-roten Ohren und Locken sowie seine Rute, welche die Gestalt eines Zauberstabes hat. Außerdem trägt er, ganz in Elfenmanier, zwei winzige Flügel auf seinem Rücken und ein schwebendes Krönchen auf dem Kopf. Timmy wollte schon immer einen Hund haben. Also beschaffte er sich in einer magischen Tierhandlung Sparky. Der Hund ist stubenrein und kann singen, sprechen und lesen, außerdem hat er, ähnlich einer helfenden Elfe, magische Kräfte. Sparky hat aber auch eine negative Seite: Er ist hochgradig unkonzentriert, tollpatschig und inkompetent und sorgt mit seinen Einmischungen für mehr Probleme als Lösungen. Sparky ist neben Chloe Carmichael der unter Serienfans mit Abstand unbeliebteste Charakter der Show und wurde kurz vor Ende der 9. Staffel aus der Serie genommen.

### Außerirdische
Mark Chang: Ist ein Prinz von dem fiktiven Planeten Yugopotamia. Seine Rasse zeichnet sich durch gallertartige, glockenförmige Körper mit Tentakeln aus. Marks königliche Eltern versuchen seit geraumer Zeit, ihn mit der aggressiv-dominanten und rachsüchtigen Prinzessin Allwut zu vermählen – aus politischen Gründen. Mark will aber nicht und so bittet er schließlich Timmy um Hilfe. Nun lebt Mark im Exil auf der Mülldeponie von Dimmsdale, mit Hilfe seiner außerirdischen Technik nimmt Mark die Gestalt eines zehnjährigen Schülers an. Er ist in Timmys Babysitterin Vicky verknallt und entführt sie mehrfach nach Yugopotamia.

## Antagonisten

### Menschen
Vicky: Sie ist Timmys Babysitterin und seine ärgste Feindin. Sie hat feuerrotes Haar und trägt meist ein grünes T-shirt und schwarze Jeans. Vicky ist 16, lebt bei ihren Eltern und ihrer kleinen Schwester Trudy und hasst Kinder über alles. Das lässt sie die Kleinen auch gnadenlos spüren, sie verprügelt, quält und bestiehlt die Kinder sogar. Passend dazu ist ihr Charakter von Arglist, Sadismus und Schadenfreude geprägt, dazu kommen noch Hang zur Cholerik und Rachsucht. Warum Vicky so bösartig ist, lässt die Serie weitestgehend offen. Vage Hinweise in Form von Kinderbildern in Vickys Haus sowie Bemerkungen ihrerseits lassen darauf schließen, dass sie schon immer böse war. Vicky ist mit ein Hauptgrund, warum Timmy überhaupt helfende Elfen hat. Nur aus diesem Grund lässt Timmy Vicky nicht gänzlich auffliegen, denn ohne Vicky würden Timmy seine Zauberpaten wieder weggenommen. Gegenüber Erwachsenen dagegen offenbart Vicky Cleverness: Sie kann die Umstehenden sowohl bezirzen, als auch gegen ihr unliebsame Personen aufhetzen. Oder sie besticht und erpresst die Leute einfach.
Denzel Quincy Crocker: Er ist der Klassenlehrer von Timmy und wird meist nur mit „Mr. Crocker“ angesprochen. Er trägt ein weißes Hemd, schwarze Krawatte und schwarze Jeans, er ist Brillenträger und äußerst unattraktiv. Ein Merkmal von ihm ist, dass seine Ohren am Hals sitzen. Crocker hat vieles mit Vicky gemeinsam: Auch er hasst Kinder und schikaniert sie, wo er nur kann. Am liebsten „überrascht“ er sie mit unangekündigten Tests und verpasst den Schülern Fünfen und Sechsen. Dass er besonders Timmy tyrannisiert, liegt daran, dass Timmys Zauberpaten dereinst Crocker gehörten, als dieser in Timmys Alter war, bis Crocker gegen die heilige Regel verstieß, die Existenz der eigenen Zauberpaten zu verheimlichen. Daraufhin wurden Cosmo und Wanda von Crocker weggeholt und einige Jahrzehnte später Timmy überstellt; Crockers Erinnerung wurde gelöscht. Ein winziger Rest muss ihm aber geblieben sein. Dies ist wohl auch der Grund, warum er seine (stark überzogenen) Tics entwickelte, bei denen er unrealistische Verrenkungen macht und laut „Helfende Elfen!“ ruft. Crockers selbsternannte Lebensaufgabe ist es, die Existenz von helfenden Elfen wissenschaftlich zu beweisen. Dazu benutzt er allerlei selbstgebastelte Gerätschaften, die zumindest solange funktionieren, bis Timmy sich etwas wünscht. Crocker ist bei seinen Kollegen unbeliebt, weil er mit seinen Erfindungen regelmäßig Schuleigentum zerstört. Außerdem halten ihn die Meisten wegen seines Glaubens an helfende Elfen für verrückt. Während seiner Jugendzeit datete er seine heutige Chefin, Schuldirektorin Geraldine Waxelplax.
Francis: Francis ist ein Klassenkamerad von Timmy, Schulschwänzer, Schläger und notorischer Sitzenbleiber. Er liebt es, die Fünftklässler (und Jahrgänge darunter) zu verhauen und ihnen das Pausengeld abzupressen. Auch Timmy und seine Freunde geraten immer wieder in Francis’ Fänge. Zu Timmys Glück ist Francis ziemlich einfältig und rhetorisch langsam, sodass er sich leicht austricksen lässt. Über Francis ist nicht allzu viel bekannt. Seine Familie wird eher beiläufig erwähnt und scheint recht zwielichtig zu sein. Er hat außerdem eine tiefe Abneigung gegenüber Hygiene.
Remy Buxaplenty: Remy ist ein weiterer Klassenkamerad von Timmy. Er ist blond, grünäugig und etwas stämmig und das Kind von superreichen Eltern, die ihn aber völlig ignorieren. So kommt es, dass Remy ein Anrecht auf eine helfende Elfe hat, obwohl er in Luxus schwelgt. Hinzu kommt, dass Remy keine Freunde hat, weshalb er auf Timmy neidisch ist und diesem seine Zauberpaten streitig machen will. Sein Nachname, Buxaplenty, ist eine Anspielung auf die englischen Wörter bucks-a-plenty (deutsch etwa: „ganz viel Geld“) und bugs-a-plenty (deutsch etwa: „nervt gewaltig“). Sein Reichtum ermöglicht es ihm zudem, Erwachsene nach seinem Willen zu manipulieren.

### Magische Wesen
Norm, der Flaschengeist: Norm ist ein Flaschengeist (eigentlich ein Dschinn), der in einer Lavalampe wohnt. Er hat pechschwarzes, leicht gewelltes Haar, das er zu einem mehr oder weniger aufrecht abstehenden Pferdeschwanz zusammengeknotet hat. Er trägt außerdem gerne Bling-Bling, einen langen Goatee und einen vergissmeinnichtblauen Anzug. Norm hat als Geist keine Beine, sein Unterkörper ist schlangengleich. Er ist ein uralter Dschinn, der jedem drei Wünsche gewährt, der ihn aus seiner Lampe befreit. Dummerweise ist Norm rachsüchtig, schnippisch und gehässig. Sich etwas von ihm zu wünschen, kann schnell böse enden: Er nimmt nämlich alles absichtlich wörtlich oder er stellt sich absichtlich dumm und macht das Gegenteil vom Gewünschten wahr. Grund für sein Verhalten sind sein Stolz und sein Hochmut. Ihm missfällt es sehr, Menschen bedienen zu müssen. Also missbraucht er die Naivität und Unbedachtheit seiner Beschwörer, um sich dann an den Fehlschlägen zu ergötzen. Norm hasst Timmy, weil Timmy ihn durchschaut und mit seinen Zauberpaten schon einige böse Streiche von Norm vereitelt hat.
Juandissimo Magnifico: ist ebenfalls eine Elfe und der einzige Pate von Remy Buxaplenty. Er hat einen gebräunten Teint, braune Augen, schwarzes und langes Haar mit Pferdeschwanz und einen winzigen Spitzbart am Kinn. Er trägt ein weißes T-Shirt und eine schwarze Hose. Er spricht einen spanischen Akzent, was wohl auf die Diaspora der Mexikaner in den USA anspielen soll. Er ist der Ex-Freund von Wanda, weswegen Cosmo schnell auf ihn eifersüchtig wird. Juandissimo weiß das und flirtet Wanda immer wieder an, nur um Cosmo zu triezen. Gerne zeigt er seine Muskeln, die regelmäßig sein T-Shirt zerfetzen, was aber in der nächsten Sekunde wieder heil erscheint.
Pixies: Die Pixies stellen das negative Gegenstück zu den Elfen dar. Auch sie sind anthropomorph, haben Flügel und schweben unablässig in der Luft. Allerdings tragen sie staubgraue Anzüge, graue Spitzhüte und sie benutzen moderne Handys als Zauberstäbe. Sie zeichnen sich durch Arroganz, Spießigkeit und mürrische Gesichter aus. Sie sind zudem machthungrig und versuchen immer wieder, die Elfenwelt zu übernehmen und Timmy seine Zauberpaten wegzunehmen. Timmy ist der Einzige, der den Kobolden mit seinen Zauberpaten und spontanen Einfällen Paroli bieten kann.
Anti-Elfen: Neben den Kobolden werden die Elfen von bösartigen Doppelgängern, den sogenannten Anti-Elfen, bedroht. Wie ihre Bezeichnung vermuten lässt, ist jeder Anti-Elf das krasse Gegenteil von seinem Vorbild: Während zum Beispiel der gute Cosmo ungeschickt und einfältig ist, ist Anti-Cosmo clever, hochgebildet und vornehm (wenn auch böse). Die Anti-Elfen leben normalerweise hinter einem magischen Portal, wo sie niemandem schaden können. Doch einmal im Jahr, an einem Freitag, den 13., werden die Tore geöffnet und die Anti-Elfen für einen Tag freigelassen. Das Portal wurde aber auch mehrfach durch unbedachte Wünsche oder Trickserei geöffnet.
Foop: Er ist das Gegenstück zu Poof. Das zeigt sich bereits darin, dass er nicht wie Poof rund, sondern eckig wie ein Würfel und komplett kobaltblau gefärbt ist. Aus seinem Kopf sprießt eine schwarze, F-förmige Locke und er kann perfekt sprechen. Er trägt einen blauen Anzug und sein Krönchen ist pechschwarz. Anstatt rundlicher Flügelchen besitzt er schwarze Fledermausflügel. Als magisches Werkzeug benutzt er anstatt einer Zauberrassel eine magische Nuckelflasche. Foop schließt sich im Laufe der Serie mit anderen Bösewichten zur L.O.S.E.R.S. („Liga der optisch super-ekligen Rachsüchtigen“) zusammen.

### Außerirdische
Prinzessin Alwut: Sie ist nicht unmittelbar Timmys Feindin, er kommt ihr aber hin und wieder ungewollt in die Quere. Prinzessin Alwut vom Planeten Boudacia soll mit dem yugopotamischen Prinzen Mark Chang zwangsverheiratet werden. Verständlicherweise fürchtet Mark sich vor der cholerischen und rachsüchtigen Alwut und sucht nun Zuflucht auf der Erde. Dazu hat ihm Timmy verholfen – was Prinzessin Alwut gar nicht gutheißt. Aus diesem Grund geht Timmy der wilden Adligen lieber aus dem Weg, denn wo sie hinlangt, da wächst kein Gras mehr.
Dark Laser: Seine Gestalt basiert auf Darth Vader, er wirkt aber eher wie eine übergroße Actionfigur. Sein Charakter wechselt sprunghaft und rasant von schelmisch-teenagerhaft zu cholerisch und rachsüchtig. Mit seinem Todesball versucht er mehrmals, seinen Erzfeind Timmy Turner zu besiegen. Er ist total vernarrt in die Spielzeugfigur Flipsie der Hund, der Luftsprünge machen und bellen kann.

## Wichtige Nebencharaktere

### Menschen
Trudy: Im englischen Original Tootie genannt, ist sie die neunjährige Schwester von Vicky. Auch sie leidet unter Vickys Schikanen. Sie ist hoffnungslos in Timmy verknallt. Timmy fühlt sich allerdings mehr verfolgt als gemocht, und er versucht, Trudy zu entkommen, wo und wie er nur kann. Trudy wiederum missinterpretiert Timmys Fluchtversuche als bloße Schüchternheit, weshalb sie sich nur noch mehr zu Timmy hingezogen fühlt. Allerdings gibt es auch sichtbare Momente, in denen sich Timmy loyal gegenüber Trudy verhält. Obwohl Trudy sehr unter Vicky (und unter Timmys Abweisungen) leidet, hat sie keine Zauberpaten.
Chip Skylark: Chip ist ein berühmter Sänger und Entertainer und soll reale Berühmtheiten wie Justin Timberlake und Chris Kirkpatrick parodieren. Chip ist zwar berühmt und gutaussehend, aber vergleichsweise arm, weil fast all sein Profit seinem Plattenunternehmen zukommt. Timmy hatte Chip an seinem 11. Geburtstag kennengelernt: Weil Chip Skylark ein Konzert in Dimmsdale gab, hatte niemand Timmy zum Geburtstag gratuliert. Aus Rache wünschte Timmy, dass Chip „etwas Schreckliches“ zustoßen solle, woraufhin Cosmo und Wanda den Sänger zu Timmy nach Hause entführten. Als dann aber Vicky aufkreuzte und Chip wegen seines Ruhms und (vorgeblichen) Reichtums zwangsheiraten wollte, machte Timmy seinen Wunsch rückgängig. Seitdem sind er und Chip eng befreundet. Chip schrieb sogar ein Spottlied (Zicky Vicky!) über Vicky. Zu seinen Hobbys zählen Singen, seine makellosen Zähne und kreischende Fangirls.
Britney Britney: Sie ist eine Pop-Diva und eine überdeutliche Parodie von Britney Spears. Sie ist sehr schlank, zierlich, hat hüftlanges, hellblondes Haar und aquamarinfarbene Augen. Sie ist äußerst verzogen und hochnäsig. Alles, was sie interessiert, ist ihr Ruhm. Britney ist wie Chip Skylark häufig zu Gast in Dimmsdale, wo sie eine breite Fangemeinde hat. Allerdings werden ihre Auftritte regelmäßig von Timmy Turner gestört, entweder durch seine Wünsche oder durch seine Eltern. Als Britney bei Timmys Eltern auftritt, wird sie schon bald von Mom per Fußtritt aus dem Haus befördert, woraufhin Britney schwört, „nie wieder Privatauftritten“ zusagen zu wollen.

### Elfen
Jean-Claude van Ramme: Er ist mit der Zahnfee verheiratet und der Cousin von Cosmo. Jean-Claude van Ramme ist in der Elfenwelt für die Kontrolle der auf die Erde gesandten Elfen und insbesondere für die Einhaltung der Regeln zuständig. Als einzige Elfe schwebt er nicht, sondern steht mit beiden Füßen auf der Erde. Er ist deutlich größer als die anderen und sehr muskulös. Er trägt meist ein Tank-Top, Tarnhosen und Kampfstiefel, sein Zauberstab ist etwa so groß wie er selbst. Sein Name ist eine Anspielung auf den belgischen Schauspieler Jean-Claude Van Damme. Im Original spricht er einen an Arnold Schwarzenegger angelehnten österreichischen Akzent.
Die Zahnfee: Sie ist mit Jean-Claude van Ramme verheiratet. In der Elfenwelt gilt sie aufgrund ihrer ausgesprochenen Attraktivität als Mode- und Schönheitsikone. Als Zahnfee überwacht sie den Verlust und das Wiederauffinden ausgefallener Milchzähne sowie die Verteilung von Geldmünzen für unter Kopfkissen versteckte Zähne. Als Expertin durchschaut sie Betrug (zum Beispiel gewaltsam ausgeschlagene Zähne oder selbstgebastelte Modelle) sofort und bestraft ungezogene Kinder. Die Zahnfee mag Timmy sehr, allein schon wegen seiner übergroßen Schneidezähne. Diese sollen so rein und makellos sein, dass Jean-Claude sie sogar schon ausreißen und der Zahnfee als Hochzeitsgeschenk überreichen wollte. Zu den Hobbys der Zahnfee zählen (neben ihrem Beruf) Kosmetik, Fitness und Lächeln.

## Entstehung
Die Produktion begann 1998. Die Erstausstrahlung der Staffel 1 fand in Kanada im Jahr 2000 statt, in den USA läuft die Serie seit dem 30. März 2001. Die Idee stammt aus den Frederator Studios, in deren Serie Oh Yeah! Cartoons auf Nickelodeon regelmäßig Pilotfolgen neuer Serien ausgestrahlt und bei Erfolg weitergeführt werden. Nach SpongeBob Schwammkopf war Cosmo und Wanda die erfolgreichste Serie des in den USA sehr populären Senders. Ursprünglich sollte die Serie The Fairly GodParents oder Oh My Godparents heißen.
Die meisten der Folgen der Serie bestehen aus zwei 10-minütigen Episoden, es gibt allerdings auch einige Specials mit längerer Spieldauer, darunter drei Crossover mit der Serie Jimmy Neutron (siehe dazu: Jimmy Neutron vs. Timmy Turner) sowie drei Realfilme für das Fernsehen.

## Ausstrahlung
Die Serie brachte es 2014 auf insgesamt 5489 Ausstrahlungen im deutschen Free- und Pay-TV. Es ist die am häufigsten gezeigte Serie im Jahre 2014 in Deutschland gewesen. In Deutschland wird die Serie wochentags bei Nickelodeon Deutschland, Nicktoons, Fix & Foxi und RiC ausgestrahlt. In der Schweiz kann man die Serie jeden Mittag auf SF zwei verfolgen. Toon Disney sendete die Serie bis zur Einstellung auch täglich.
| Staffel | Episoden | USA           | USA           | Deutschland 1 | Deutschland 1 |
| Staffel | Episoden | Premiere      | Finale        | Premiere      | Finale        |
| ------- | -------- | ------------- | ------------- | ------------- | ------------- |
| 1       | 7 (13)   | 30. März 2001 | 12. Dez. 2001 | 27. Jan. 2003 | 4. Feb. 2003  |
| 2       | 13 (24)  | 20. Jan. 2002 | 29. Okt. 2002 | 5. Feb. 2003  | 21. Feb. 2003 |
| 3       | 20 (36)  | 8. Nov. 2002  | 21. Nov. 2003 | 24. Feb. 2003 | 7. Apr. 2004  |
| 4       | 19 (31)  | 16. Feb. 2004 | 10. Juni 2005 | 18. Feb. 2004 | 20. Sep. 2005 |
| 5       | 21 (38)  | 2. Juli 2004  | 25. Nov. 2006 | 21. Sep. 2005 | 28. Feb. 2009 |
| 6       | 20 (30)  | 18. Feb. 2008 | 12. Aug. 2009 | 28. Feb. 2008 | 13. Apr. 2009 |
| 7       | 20 (38)  | 6. Juli 2009  | 14. Juli 2011 | 30. Jan. 2010 | 23. Okt. 2010 |
| 8       | 6 (6)    | 12. Feb. 2011 | 29. Dez. 2011 | 4. Feb. 2012  | 9. Juni 2012  |
| 9       | 26 (43)  | 23. März 2013 | 28. März 2015 | 4. Nov. 2013  | 28. Nov. 2014 |
| 10      | 20 (37)  | 15. Jan. 2016 | 26. Juli 2017 | 22. Aug. 2016 | 22. Feb. 2017 |

## Synchronisation
Die deutsche Synchronisation entstand unter dem Dialogbuch und der Dialogregie von Bernd Nigbur und Cay-Michael Wolf durch das Synchronisationsunternehmen Splendid Synchron GmbH in Köln.
| Figur                       | Originalsprecher                         | Deutscher Sprecher                                        |
| --------------------------- | ---------------------------------------- | --------------------------------------------------------- |
| Timmy                       | Tara Strong                              | Hannes Maurer (Staffel 1–9) Christian Zeiger (Staffel 10) |
| Sparky                      | Maddie Taylor                            |                                                           |
| Wanda                       | Suzanne Blakeslee                        | Ilya Welter                                               |
| Cosmo                       | Daran Norris                             | Norman Matt                                               |
| Mr. Turner                  | Daran Norris                             | Hans Bayer                                                |
| Mrs. Turner                 | Suzanne Blakeslee                        | Michaela Kametz                                           |
| Chloe Carmichael            | Kari Wahlgren                            | Daniela Reidies                                           |
| A.J.                        | Ibrahim Hanneef Muhammad Gary LeRoi Gray | Davide Brizzi                                             |
| Chester                     | Jason Marsden Frankie Muniz              | Julius Heckter                                            |
| Poof                        | Tara Strong                              | Katja Liebing                                             |
| Foop                        | Eric Bauza                               | Markus Haase                                              |
| Dark Laser                  | Kevin Michael Richardson                 | Reinhard Schulat-Rademacher Josef Tratnik                 |
| Trixie                      | Dionne Quan                              | Sarah Brückner                                            |
| Veronica                    | Grey DeLisle                             | Corinna Riegner                                           |
| Vicky                       | Grey DeLisle                             | Katja Liebing                                             |
| Trudy                       | Grey DeLisle                             | Katja Liebing                                             |
| Jean-Claude von Ramme       | Daran Norris                             | Volker Wolf                                               |
| Kinn Crimson                | Jay Leno                                 | Charles Rettinghaus                                       |
| Jeff, der Schwätzer         | Jim Ward                                 | Karlheinz Tafel                                           |
| Crash Nebula                | Daran Norris                             | Detlef Bierstedt                                          |
| Sanjay                      | Gary LeRoi Gray                          | Răhjo Néomaaier                                           |
| Mark Chang                  | Rob Paulsen                              | Patrick Bach                                              |
| König Grippsulon            | Rob Paulsen                              | Jürg Löw Hartmut Neugebauer                               |
| Francis                     | Chris Kirkpatrick                        | Xavier von Geraschové                                     |
| Remy Buxaplenty             | Dee Bradley Baker                        | Yoko Nilsen                                               |
| Denzel Crocker              | Carlos Alazraqui                         | Marcus Off                                                |
| Dolores Crocker             | Suzanne Blakeslee                        | Ursula Clefft                                             |
| Bürgermeister von Dimmsdale | Carlos Alazraqui                         | Heinz Ostermann                                           |
| Mama Cosmo                  | Jane Carr                                | Karyn von Ostholt-Haas                                    |
| Chip Skylark                | Chris Kirkpatrick                        | Johannes Raspe                                            |
| Britney Britney             | Tara Strong                              | Vanessa Wunsch                                            |
| Juandissimo Magnifico       | Carlos Alazraqui                         | Frank Schaff                                              |
| Cupido                      | Tom Kenny                                | Andreas Meese                                             |
| Oberfürst Chai              | Tara Strong                              | René Heinersdorff                                         |
| Chad                        | Grey DeLisle                             | Benjamin Martins                                          |

## Realfilme
2011 veröffentlichte Nickelodeon einen Realfilm mit dem Titel Ein Cosmo & Wanda Movie: Werd’ erwachsen, Timmy Turner! (A Fairly Odd Movie: Grow Up, Timmy Turner!). Drake Bell spielt darin den inzwischen 23-jährigen Timmy Turner, der versucht, nicht erwachsen zu werden, um seine Elfen nicht zu verlieren. Er geht immer noch in die fünfte Klasse von Mr. Crocker (David Lewis) und lebt bei seinem Vater (Daran Norris) und seiner Mutter (Teryl Rothery). Oberelf Jean Claude von Ramme (Mark Gibbon) will diesen Zustand so schnell wie möglich beenden und verspricht, dass Timmy seine Zauberpaten verliert, sobald er sich verliebt. Dies geschieht auch, als Timmy auf die hübsche Trudy (Daniella Monet) trifft, die versucht, den städtischen Park zu retten, den der Industrielle Hugh J. Magnate (Steven Weber) einstampfen will. Nachdem Timmy sich eingemischt hatte, verbündet sich Crocker mit Magnate und die beiden entführen Trudy, Cosmo, Wanda und Poof. Magnate eignet sich dabei die Wunschkraft der Elfen an. Timmy muss sich entscheiden, ob er erwachsen handelt und Trudy rettet, oder ob er seine Elfen behält.
Regie führte Savage Steve Holland. Cosmo und Wanda sind die meiste Zeit animiert, verwandeln sich aber auch in Menschen (Jason Alexander und Cheryl Hines).
Am 29. November 2012 erschien in den USA die Fortsetzung mit dem Titel Cosmo & Wanda – Ziemlich verrückte Weihnachten (A Fairly Odd Christmas), die am 14. Dezember 2013 in Deutschland Premiere hatte. Dort steht Weihnachten an und Santa (Donavon Stinson) ist sehr erbost über Timmy, weil er um die Welt reist und allen Kindern ihre Wünsche erfüllt. So ist Weihnachten nichts Besonderes mehr. Timmy will Santa beruhigen und reist zum Nordpol. Aber dort passiert ein Missgeschick und Santa kann nicht mehr die Geschenke verteilen. Nun muss Timmy das Weihnachtsfest retten.
In den Hauptrollen sind wieder Drake Bell als Timmy und Daniella Monet als Trudy zu sehen, die Nebenrollen spielen Tony Cox, Devyn Dalton und Travis Turner. Das Drehbuch schrieb Butch Hartman und Regie führte Savage Steve Holland.
Der dritte Film A Fairly Odd Summer erschien in den USA am 2. August 2014. Die Hauptbesetzung sowie Regie und Drehbuch sind die gleichen wie bei den anderen Filmen. Die deutsche Synchronfassung mit dem Titel Cosmo & Wanda: Auwei Hawaii hatte ihre Erstausstrahlung am 25. Oktober 2014 bei Nickelodeon Deutschland.